# Баттодзюцу
Баттодзюцу (яп. 抜刀術) — японская техника обнажения меча и последующего нанесения удара. В речи часто заменяют термином «иайдзюцу». В отличие от кэндо и кэндзюцу, техники которых основывали на владении мечом, вынутым из ножен, в тренировке баттодзюцу акцент ставили на обнажении меча и одновременный с обнажением удар.

## Сравнение иайдо и баттодзюцу
Основа владения баттодзюцу — быстрое и точное обнажение меча, поражение соперника и возвращение меча в ножны. Иайдо, как правило, — несколько ударов после обнажения меча. В любой школе баттодзюцу уделяют внимание удару одновременно с обнажением (удар прямо из ножен, вместо обнажения меча и отвлечение противника разделяющимися действиями. Также называют «баттокири» — в переводе «рубящее обнажение»). Поэтому, изучающие баттодзюцу могут практиковаться в технике удара на материальных объектах (соломенные муляжи), тогда как в иайдо это практикуют редко.

## Значение-дои-дзюцу
Окончание «-до» (переиначенное на японское произношение китайское слово «дао») использовали, в основном, после бакумацу. Искусство владения мечом стало не искусством убивать, а искусством познания себя. Например, «-до» (道 — «путь; дорога») используют в таких боевых искусствах, как дзюдо, иайдо, кэндо и тех, где акцент ставят на тренировку тела и духа. А в «-дзюцу» (術 — «искусство; умение»), таких как кэндзюцу, иайдзюцу тренировки направлены на улучшение боевых навыков, контроля противников.